# Hopewell
Hopewell es una área no incorporada ubicada del condado de York en el estado estadounidense de Carolina del Sur. La elevación de Hopewell es de 179 m s. n. m. y el código postal es 34945. 